# Caln
Caln es un lugar designado por el censo ubicado en el condado de Chester en el estado estadounidense de Pensilvania. En el año 2010 tenía una población de 1519 habitantes y una densidad poblacional de 723,3 personas por km².

## Geografía
Caln se encuentra ubicado en las coordenadas 39°59′40″N 75°47′1″O / 39.99444, -75.78361. Según la Oficina del Censo de los Estados Unidos, Caln tiene una superficie total de 0,8 mi² (2,1 km²), de la cual 0,8 mi² (2,1 km²) corresponden a tierra firme y 0 mi² (0 km²) es agua.